# Stillwater (Minnesota)
Stillwater ist eine Stadt im US-Bundesstaat Minnesota mit 19.394 Einwohnern (Stand: Volkszählung 2020). Sie ist Verwaltungssitz des Washington County und gehört zur Metropolregion um die Städte Minneapolis-Saint Paul.

## Geographie
Stillwater liegt rund 24 Kilometern nordöstlich von Saint Paul. Östlich der Stadt verläuft der St. Croix River. Dieser ist gleichzeitig die Grenze zum Bundesstaat Wisconsin. Nach Angaben des United States Census Bureau beträgt die Fläche der Stadt 18,9 Quadratkilometer, davon sind 2,1 Quadratkilometer Wasserflächen.
12 Kilometer nördlich der Stadt liegt der Big Carnelian Lake.

## Geschichte

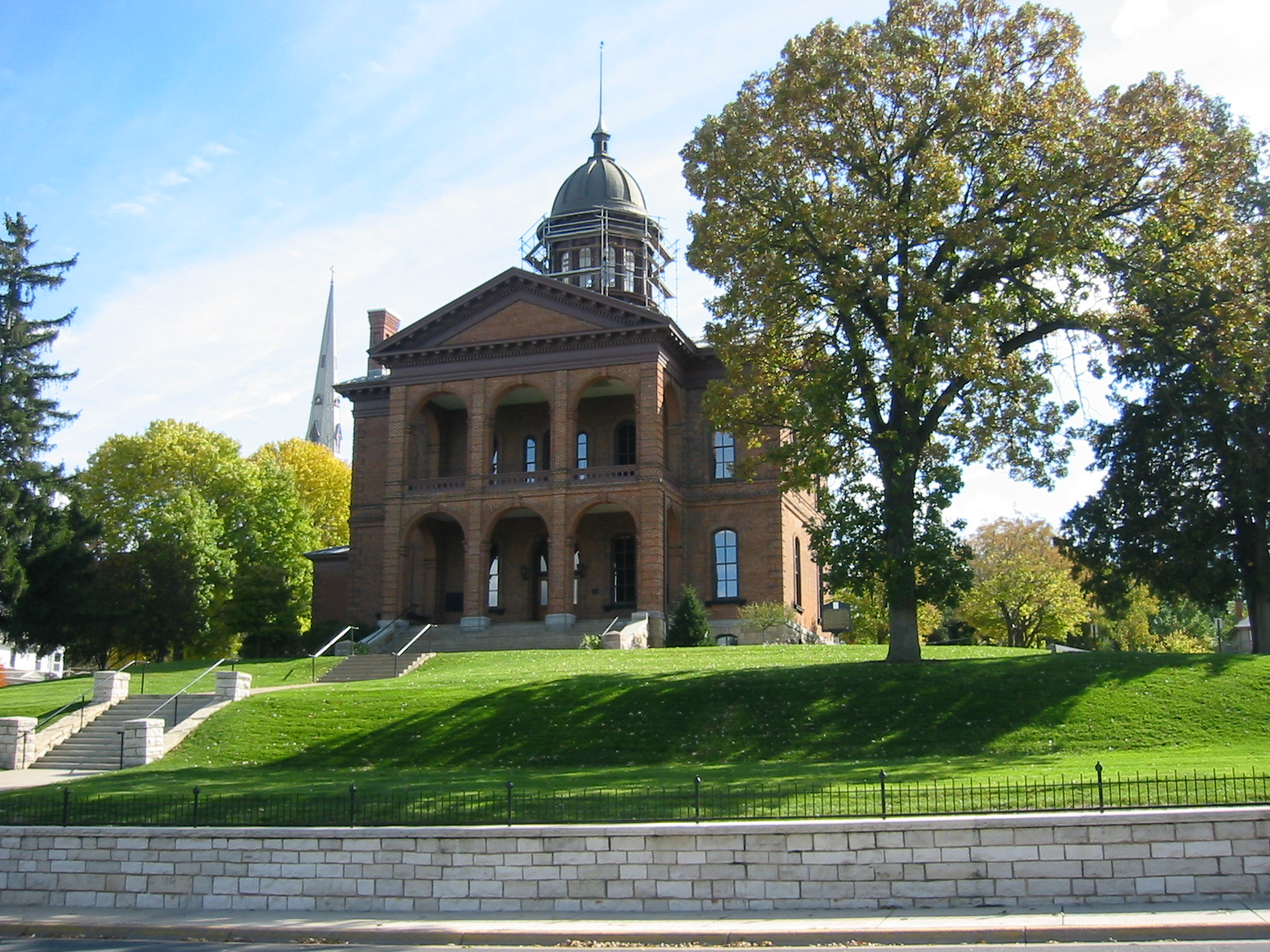
Washington County Courthouse in Stillwater

Zwei Abkommen zwischen der US-Regierung und den Indianer-Stämmen der Ojibwa und Dakota, welche am 29. Juli und 29. September 1837 unterzeichnet worden waren, boten Grundlage für eine Besiedlung des St. Croix River Valley durch europäischstämmige Einwanderer. Stillwater wurde 1843 als eine der ersten Städte in Minnesota gegründet. 1848 fanden dort die Verhandlungen über die Gründung des Staates Minnesota statt. Aus diesem Grund wird Stillwater auch als „Geburtsort des Bundesstaates“ (The Birthplace of Minnesota) bezeichnet. Nachdem ein Jahr später das Minnesota Territorium gegründet worden war, wurde 1853 in Stillwater das Territorialgefängnis von Minnesota eröffnet. Die Stadtrechte erhielt Stillwater am 4. März 1854. Die Forst- und Holzwirtschaft stellte in der zweiten Hälfte des 19. Jahrhunderts den bedeutendsten Wirtschaftsfaktor der Stadt dar.
Heute ist Stillwater ein beliebtes Ausflugsziel für Touristen. Von Bedeutung sind hierbei vor allem die historische Innenstadt mit Buchläden, Antiquitätengeschäften und Restaurants sowie die Lage am St. Croix River. Seit 1993 bezeichnet sich die Stadt selbst als Bücherdorf. Im Jahr 1982 wurde etwas außerhalb des Stadtzentrums von Stillwater die Haftanstalt Oak Park Heights eröffnet, die derzeit Minnesotas gefährlichste Verbrecher beheimatet. Bereits seit 1914 existiert im Stadtgebiet von Stillwater daneben auch die Haftanstalt Stillwater.

### Bevölkerungsentwicklung
| 1970   | 1980   | 1990   | 2000   | 2010   | 2020   |
| ------ | ------ | ------ | ------ | ------ | ------ |
| 10.191 | 12.290 | 13.882 | 15.143 | 18.225 | 19.385 |

## Demografische Daten
Nach der Volkszählung im Jahr 2000 leben in Stillwater 15.143 Menschen in 5797 Haushalten und 4115 Familien. Ethnisch betrachtet setzt sich die Bevölkerung aus 97,5 Prozent weißer Bevölkerung sowie kleineren Minderheiten zusammen.
In 36,8 % der 5797 Haushalte leben Kinder unter 18 Jahren, in 57,2 % leben verheiratete Ehepaare, in 10,8 % leben weibliche Singles und 29,0 % sind keine familiären Haushalte. 24,3 % aller Haushalte bestehen ausschließlich aus einer einzelnen Person und in 9,0 % leben Alleinstehende über 65 Jahre. Die durchschnittliche Haushaltsgröße liegt bei 2,55 Personen, die von Familien bei 3,07.
Auf die gesamte Stadt bezogen setzt sich die Bevölkerung zusammen aus 27,7 % Einwohnern unter 18 Jahren, 6,3 % zwischen 18 und 24 Jahren, 28,8 % zwischen 25 und 44 Jahren, 25,4 % zwischen 45 und 64 Jahren und 11,8 % über 65 Jahren. Der Median beträgt 38 Jahre. Etwa 53,6 % der Bevölkerung ist weiblich.
Der Median des Einkommens eines Haushaltes beträgt 57.154 USD, der einer Familie 72.188 USD. Das Pro-Kopf-Einkommen liegt bei 27.163 USD. Etwa 4,3 % der Bevölkerung und 3,0 % der Familien leben unterhalb der Armutsgrenze.

## Söhne und Töchter der Stadt
- Johnston B. Campbell (1868–1953), Jurist
- Samuel L. Rothafel (1882–1936), Manager
- James B. Clark (1908–2000), Filmeditor und Regisseur
- Estia Eichten (* 1946), theoretischer Elementarteilchenphysiker
- Kevin Brochman (* 1959), Skilangläufer
- Celeste (* 1972), Pornodarstellerin
- Sky Lopez (* 1975), Pornodarstellerin, Fotomodell und Hip-Hop-Musikerin
- Barb Jones (* 1977), Skilangläuferin
- Casey Nelson (* 1992), Eishockeyspieler
- Zach Sobiech (1995–2013), Popsänger
- Jonah Marais (* 1998), Popsänger